# Nematopsis raouadi
Nematopsis raouadi is een soort in de taxonomische indeling van de Myxozoa, een stam van microscopische parasitaire dieren. Het organisme komt uit het geslacht Nematopsis en behoort tot de familie Porosporidae. Nematopsis raouadi werd in 1970 ontdekt door Vivárès.